# Trichomalus kannurensis
Trichomalus kannurensis är en stekelart som beskrevs av Sureshan och T.C. Narendran 1995. Trichomalus kannurensis ingår i släktet Trichomalus och familjen puppglanssteklar. Inga underarter finns listade i Catalogue of Life.